# Східний Камис
Східний Камис — колишнє підприємство гірничорудної промисловості в Карагандинській області Казахстану.
Розробка марганцевого родовища Східний Камис, якою опікувалось рудоуправління «Казмарганець» концерну «Казхром», почалась у 1996 році (за іншими даними, в 1997-му лише почалось освоєння і протягом кількох років велась дослідно-експлуатаційна розробка). Видобуток руди провадили відкритим способом, а отримана продукція спрямовувалась передусім на належний «Казхрому» завод феросплавів у Аксу.
У 2013-му з вичерпанням запасів кар'єр зупинили, а в 2016-му завершили рекультивацію.
Згодом до господарського обороту залучили відвали, утворені при розробці Східного Камису. Так, компанія ERG Recycling повідомляла, що вона щомісяця відвантажує до 20 тисяч тонн марганцевого концентрату, отриманого з відвалів. А в 2022 році компанія «Жана Арка Марганець» звернулася за дозволом на розробку 0,45 млн тонн запасів марганцевих руд, які залягають у нагромадженні розкривних порід.